# Hipposideros calcaratus
Hipposideros calcaratus is een vleermuis uit het geslacht Hipposideros.

## Kenmerken
H. calcaratus is een kleine tot middelgrote bladneus met een relatief lange, smalle snuit met een eenvoudig neusblad. Meestal zijn er vijf staartwervels. Het calcar is vrij kort. De kop-romplengte bedraagt 57 tot 60 mm, de staartlengte 33 tot 40 mm, de voorarmlengte 46 tot 53,4 mm, de oorlengte 19 tot 21 mm en het gewicht 8,1 tot 11 g.

## Verspreiding
Deze soort komt voor op Nieuw-Guinea en nabijgelegen eilanden, de Bismarckarchipel en de Salomonseilanden. De soort wordt in twee ondersoorten verdeeld: cupidus Andersen, 1918 op Nieuw-Guinea en Japen en calcaratus sensu stricto in de rest van het verspreidingsgebied. Dit dier is gevonden op de eilanden Bougainville, Choiseul, Duke of York, Emirau, Guadalcanal, Japen, Kiriwina, Malaita, Manus, Mbanika, Mioko, Misima, New Georgia, Nieuw-Brittannië, Nieuw-Guinea, Nieuw-Ierland, Nissan, Normanby, Rennell, San Cristobal, San Jorge, Santa Isabel, Tabar en Ulu. Een mogelijke verwant van deze soort is de grotere, maar gelijkende Hipposideros maggietaylorae. Het dier roest in grotten.